# Javier Martina
Javier Sylvester Martina (1 de febrero de 1987, Willemstad, Curazao) es un futbolista de Curazao, aunque cuenta también con nacionalidad neerlandesa. Juega como delantero y su club actual es el Rijnsburgse Boys de Topklasse de los Países Bajos. Es el hermano mayor de Cuco Martina, también futbolista profesional, que está libre tras dejar el Everton F.C De Inglaterra

## Trayectoria
Martina comenzó su carrera en el SV Bijlmer de la ciudad de Ámsterdam. En julio de 2003 dejó el Amsteleen Heemraad para firmar por el FC Omniworld, donde fue descubierto por el Jong Ajax en el verano de 2005. Jugó tres años en el equipo juvenil del AFC Ajax, antes de ser promovido al equipo profesional en junio de 2008. Hizo su debut oficial a nivel profesional en el Ajax en un 2-0 ante el FC Twente en 2008.

## Selección nacional
Ha sido internacional con la selección de fútbol de los Países Bajos sub-19 (2004-2006) y sub-20 (2006-2008). En 2011 decidió jugar en la selección de fútbol de Curazao, y ha participado en las eliminatorias de la Concacaf de clasificación para la Copa Mundial de Fútbol de 2014.

## Clubes
| Club             | País         | Año       |
| ---------------- | ------------ | --------- |
| AFC Ajax         | Países Bajos | 2008-2010 |
| HFC Haarlem      | Países Bajos | 2010      |
| Toronto FC       | Canadá       | 2011      |
| FC Dordrecht     | Países Bajos | 2012-2013 |
| Rijnsburgse Boys | Países Bajos | 2013      |